# Collagenopatia
Il termine collagenopatie o malattie del collagene era utilizzato per indicare un gruppo di malattie a eziologia autoimmunitaria, tra le quali il lupus eritematoso sistemico, l'artrite reumatoide e la sclerodermia, che si ritenevano essere correlate dalla presenza di difetti del collagene. A tale definizione, in quanto obsoleta, è preferibile utilizzare il termine più generico di malattie del tessuto connettivo e, più specificatamente per le malattie a eziologia autoimmune, il termine connettiviti.
Fu coniato da Paul Klemperer, medico del Mount Sinai Hospital di New York, nel 1941.